# Cinematk
Cinematk (também conhecido como CTK) foi um canal de televisão por assinatura na Espanha, produzido pela Chello Multicanal. Especializado em cinema, o Cinematk destacou-se por sua programação voltada para filmes independentes, de autor, alternativos, modernos, contemporâneos e vanguardistas. Sua grade era marcada por espaços temáticos diários, como sessões duplas, homenagens a grandes cineastas, ciclos temáticos, e destaque para o cinema oriental, europeu e independente. Essas características fizeram do canal uma referência para os amantes do cinema fora do circuito comercial.

## História
O Cinematk foi lançado em 15 de setembro de 1997, em conjunto com o lançamento da Vía Digital, plataforma de televisão paga via satélite onde o canal estaria disponível.
Em 1998 nasceu a Ono, uma empresa de telecomunicações que oferecia uma oferta de televisão por cabo, que já incluía alguns canais da produtora catalã como a Cinematk.
Em 2000, a Telecable lançou um pacote denominado "Opção Premium" onde foram disponibilizados quatro canais da Mediapark: Showtime Extreme, Cinematk, Canal Palomitas e Canal 18.
Três dias antes do lançamento da plataforma de televisão paga Quiero TV, foi anunciado que o Mediapark ofereceria aos assinantes desta plataforma dois canais que já eram oferecidos através da Vía Digital: Canal Palomitas e Cinematk (embora as transmissões acontecessem somente durante a madrugada).
Em abril de 2002, várias empresas fornecedoras de serviço de televisão a cabo em diferentes partes de Espanha fundiram-se, formando a AunaCable, que apresentou uma oferta de televisão com o canal já incluído.
Em 30 de junho de 2002 o canal deixou de ser transmitido na Quiero TV devido ao encerramento da plataforma.
Em junho de 2003, a Mediapark e a Euskaltel chegaram a um acordo para incorporar na empresa basca de telecomunicações os canais Natura, Canal Star, Cinematk, Showtime Extreme e Canal 18. Nesse mês, o contrato do Cinematk e de outros canais do Mediapark também foi renovado por mais dois anos na oferta televisiva da Ono.
Em 21 de julho de 2003, a Cinematk deixou a Vía Digital devido à fusão da plataforma com a Canal Satélite Digital. Embora tenha deixado duas plataformas digitais, o canal ainda estava em operadoras de cabo como AunaCable, Ono, Telecable e Euskaltel.
Em janeiro de 2005, o canal renovou sua imagem corporativa junto com a gráfica, que também recebeu uma mudança radical.
Em 2013, a AMC Networks comprou a Chellomedia, responsável pela Chello Multicanal. Em 1 de outubro de 2014, o canal foi descontinuado pela AMC Networks International Iberia porque concorria com o Sundance Channel, da mesma empresa.